# Casa-Museu Teixeira Lopes
A Casa-Museu Teixeira Lopes é um núcleo museológico localizado em Vila Nova de Gaia, Portugal, tendo sido a primeira residência de um artista português a ser transformada em museu.
Foi criado a partir da residência e do ateliê do próprio escultor António Teixeira Lopes (1866–1942), a que, posteriormente, se juntou um espólio do escultor, museólogo e escritor Diogo de Macedo. O conjunto das coleções de Diogo de Macedo e de Teixeira Lopes permite uma visão abrangente das artes visuais do século XIX e das primeiras décadas do século XX.

## História
O edifício foi construído em 1895, sob projeto do arquiteto José Teixeira Lopes, irmão do escultor António Teixeira Lopes, para residência e oficina de escultura. Tem uma feição regional, com um pátio povoado de obras de arte e uma ampla escadaria que dá acesso ao andar superior.
As origens da Casa-Museu remontam a 1933, quando o escultor doou a casa e todo o seu espólio ao município de Vila Nova de Gaia, continuando a habitar o espaço até à sua morte em 1942. Em 1975 foram inauguradas as Galerias Diogo de Macedo, em edifício anexo, na sequência da doação de grande parte da obra deste artista à Câmara Municipal de Vila Nova de Gaia. Em 2001 iniciaram-se obras de melhoramento e remodelação concluídas em 2004.
As oficinas da Casa-Museu Teixeira Lopes, que integram os ateliês onde o escultor trabalhou e esculpiu, continuam ainda hoje a laborar em pleno, constituindo-se como a principal oficina de modelação de estátuas em Portugal. De facto, cerca de 90% da estatuária produzida nos últimos anos em Portugal, e que povoa jardins e parques nacionais e internacionais, saiu deste espaço de caraterísticas únicas de inspiração e execução.

## Coleções

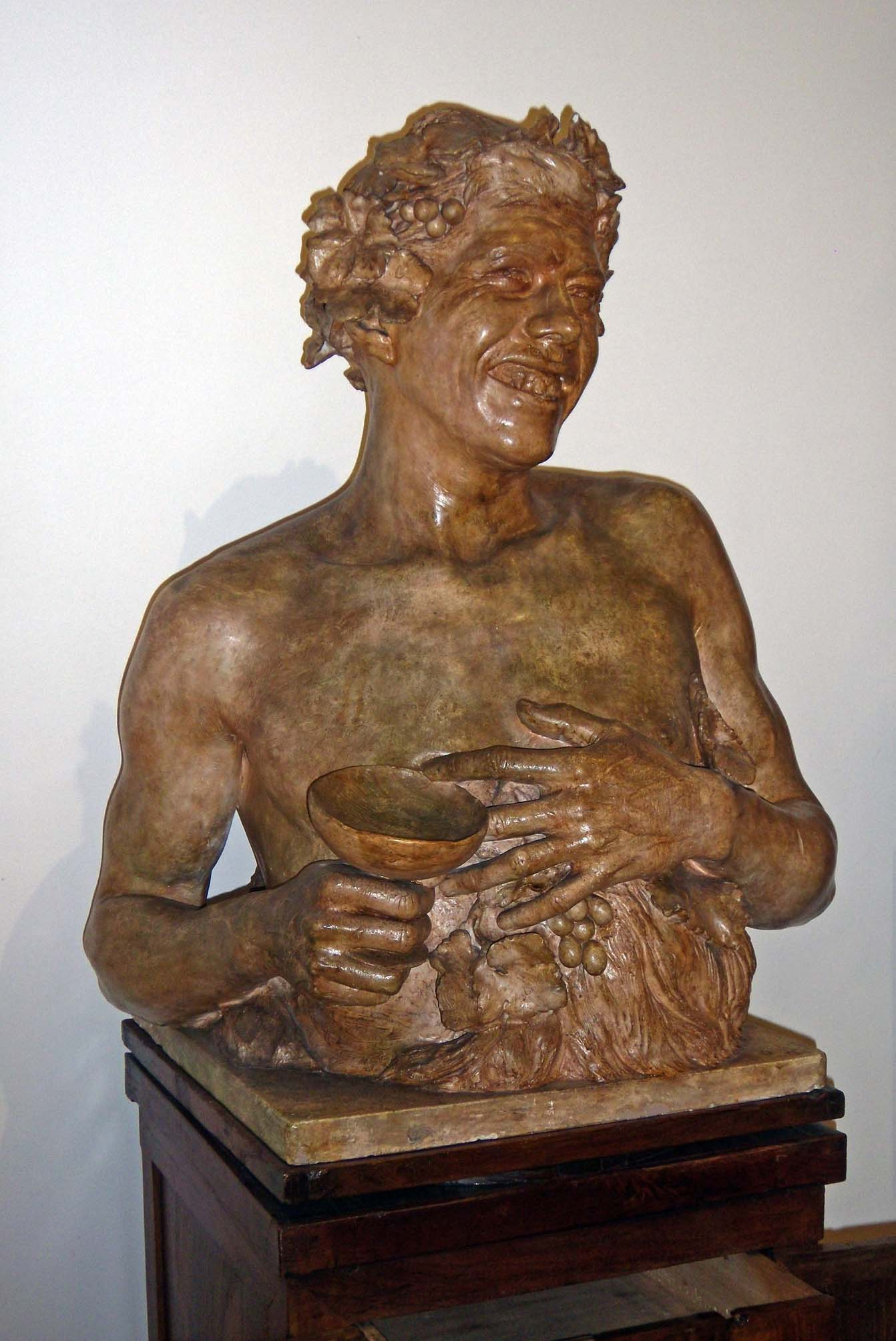
Baco de Teixeira Lopes

As coleções de arte existentes na Casa-Museu Teixeira Lopes e nas Galerias Diogo de Macedo versam, essencialmente, a pintura, a escultura e as artes decorativas.

### Pintura
Na Casa-Museu Teixeira Lopes podem encontrar-se obras de pintores portugueses como Vieira Portuense, Vieira Lusitano, Domingos Sequeira, Silva Porto, Sousa Pinto, Marques de Oliveira, José Malhoa, Veloso Salgado, António Carneiro e Acácio Lino; assim como de estrangeiros: Gustave Doré, Jean-Baptiste Pillement, João Glama Ströberle, Auguste Rodin, entre outros. Nas Galerias Diogo de Macedo: Abel Salazar, Sarah Afonso, Almada Negreiros, Amadeo de Souza-Cardoso, Amadeo Modigliani, Francisco Franco de Sousa, Emérico Nunes, Joaquim Lopes, Domingos Sequeira, Heitor Cramez, Frederico Aires, José Tagarro, Manuel Bentes, Milly Possoz, Diego Rivera, Dominguez Alvarez, Álvaro de Brée, Salvador Barata Feyo e Leopoldo de Almeida.

### Escultura
Encontra-se, na Casa-Museu, a vasta obra de António Teixeira Lopes, assim como obras de Soares dos Reis, Francisco de Oliveira Ferreira, José Sousa Caldas, José Maria Sá Lemos, Carlos Meireles e Manuel Teixeira Lopes. Nas Galerias Diogo de Macedo: esculturas do próprio artista e de Correia Dias, Salvador Barata Feyo, Álvaro de Brée, Victor Brecheret, Fernando Caldas, José Maria Sá Lemos, Júlio Pomar e Manuel Teixeira Lopes.

### Artes decorativas
Podem contar-se centenas de peças vindas das diferentes fábricas gaienses de cerâmica como a Fábrica das Devesas, a Fábrica do Carvalhinho, a Fábrica do Cavaquinho, a Fábrica da Afurada, a Fábrica de Santo António do Vale de Piedade, a Fábrica da Fervença, a Fábrica da Bandeira, a Fábrica de Louça do Senhor d'Além, a Fábrica da Torrinha, a Fábrica do Cavaco, a Fábrica Pereira Valente e a Fábrica de Cerâmica Soares dos Reis. Por seu lado, a coleção de artes decorativas das Galerias Diogo de Macedo reúne peças dos séculos XVI a XX, tais como figuras de presépio de Machado de Castro, marfins indo-portugueses, porcelanas brancas chinesas, bronzes de Macau, mobiliário holandês e italiano, cerâmica da Companhia das Índias, das Caldas da Rainha e de Estremoz.